# Castello di Colle Massari

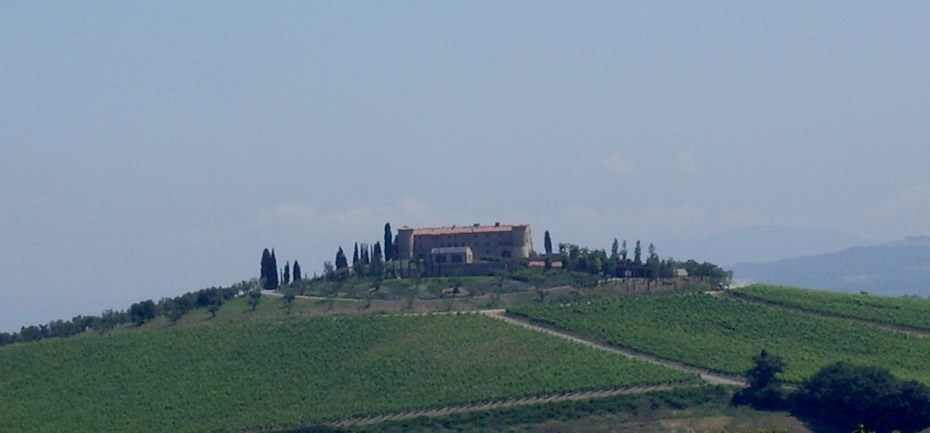
Vigneti e facciata occidentale del castello

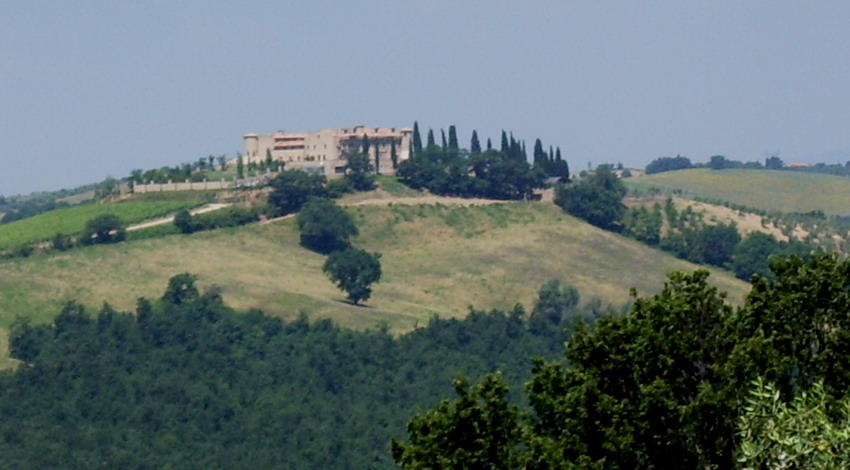
Veduta verso il prospetto meridionale del castello

Il castello di Colle Massari è un edificio rurale fortificato di origine medievale situato sulla cima di un colle poco a sud-est della frazione di Poggi del Sasso, nel territorio comunale di Cinigiano, in provincia di Grosseto. 
Il castello è sede dell'omonima azienda agricola.

## Storia

### Origini
Dell'origine del castello di Colle Massari non si hanno fonti certe, ha avuto origine presumibilmente nel XIII secolo come casa rurale, trasformato poi in struttura fortificata. Nella zona, in località Santa Marta, è documentata fin dall'anno 1148 la presenza della pieve di Sant'Ippolito a Martura, dipendente dal monastero benedettino femminile di Sant'Ambrogio di Montecelso. La nascita del castello si può quindi ricondurre alla preesistente pieve, attorno alla quale si formò presumibilmente una piccola comunità, successivamente assorbita all'interno della struttura fortificata,  collocandosi all'interno del complesso sistema di insediamenti medievali e difensivi disseminati nelle campagne grossetane, facenti capo a famiglie feudali legate soprattutto agli Aldobrandeschi, famiglia di origine longobarda proveniente da Lucca che dominava gran parte della Maremma agli inizi del 1200.

### Il Duecento e la repubblica di Siena
Con il declino della famiglia Aldobrandeschi già nel corso del Duecento, la repubblica di Siena iniziò ad eroderne i territori assoggettando proprietà, fortificazioni e castelli, tra i quali anche i castelli della zona di Sasso d'Ombrone e il castello di Vicarello. In un atto del 1294 vengono descritti i confini della cessione al Comune di Siena di alcune proprietà della zona tra Santa Marta, Sasso e Vicarello e dell'acquisto di altre, tra le quali il castello di Colle Massari, da parte di Gullielmino Buonsignori, appartenente a una delle più importanti famiglie senesi dell'epoca che vantavano ampi possessi in Maremma, dopo la fine del dominio degli Aldobrandeschi.

### Dal Cinquecento all'Ottocento
Dopo il periodo di dominio senese che si protrasse fino alla metà del Cinquecento, il castello di Colle Massari fu ceduto alla famiglia degli Alidori e successivamente al conte perugino Ercole della Penna. Da questi la tenuta fu acquistata nel 1574 da Fabio Piccolomini del Mandolo, passando poi a Francesco I de Medici il quale, nel 1587 la assegnò al figliastro don Antonio de Medici ed infine, nel 1630, ai marchesi Patrizi sotto i quali, il castello conobbe un lungo periodo di prosperità agricola fino agli inizi del XIX secolo.
Nella seconda metà dell'Ottocento, estintasi la linea del Marchesi Patrizi, la tenuta fu ereditata dal marchese Chigi Montoro, proveniente dal ramo romano della famiglia per matrimonio con Maria Virginia Patrizi, il quale proseguì una gestione di tipo feudataria delle terre anche dopo l'abolizione dei feudi da parte di Pietro Leopoldo.
Successivamente, il castello passò in possesso al senese Agostino Masotti e poi, nell'ultimo decennio del secolo, al medico grossetano Domenico Pizzetti. La tenuta è successivamente acquisita dalla famiglia Ginanneschi di Castel del Piano, continuando a progredirne lo sviluppo e la produzione agricola fino alla seconda guerra mondiale, quando venne occupata dalle truppe tedesche.

### Dal Novecento ad oggi
In seguito, alla fine del conflitto mondiale, la conduzione fu affidata ad un fattore della stessa famiglia Ginanneschi ma andò progressivamente deteriorandosi fino al completo abbandono.
All'inizio del XXI secolo il castello di Colle Massari, che riversava in un precario stato di abbandono, fu acquistato da una famiglia di imprenditori che ne avviarono uno scrupoloso intervento di recupero, consolidamento e restauro conservativo affidato all'architetto Edoardo Milesi. Attualmente è sede di una rinomata e prestigiosa azienda agricola.

## Origine del nome
La denominazione "massari" o "massaro", che deriva dal latino volgare massarius indicava, nel medioevo, l'amministratore di un fondo agricolo con al centro un casale (massa). Anche il massaro, che rappresentava una figura minore rispetto ai visconti e ai gastaldi, era probabilmente preposto alla gestione e al controllo di un piccolo appezzamento, probabilmente dipendente al vicino castello che in questo caso era Sasso d'Ombrone.

## Descrizione
Nell'atto di vendita stipulato il 21 luglio 1586 tra il nobile Fabio Piccolomini del Mandolo e il Granduca di Toscana Francesco I è contenuta questa descrizione:
Palazzo et nove case murate da lavoratori et con tutti e sua poderi et terreni lavorativi, prativi, vignati, olivati, erborati, boscati, selvati et sodi et con tutte le case et edifitii, corsi d'acque, et altre cose sopra essi beni esistenti il qual tenimento et tenuta et possessioni da più lati confina con la corte o tenimento della corte di Cenigiano et da più altri la corte o tenimento del Sasso di Maremma et da più altri la corte o tenimento di Campagnatico.
La fortificazione è situata su un'altura a 310 metri slm a sud di Sasso d'Ombrone ed equidistante dal nucleo di Poggi del Sasso e da Vicarello, circondato da terreni ondulati e da ampi valloni ove scorrono il torrente Trisolla a nord, il torrente Cortilla a ovest e il torrente Melacce più a sud, tutti affluenti del fiume Ombrone.
Per la sua conformazione, il complesso di Colle Massari può essere assimilato al castello medievale vero e proprio, cioè come nucleo di una signoria feudale, esso riflette piuttosto la struttura di un casale fortificato richiamando il modello di grancia, ovvero fattorie fortificate rette da un granciere che funzionavano da centri direzionali e di raccolta dei prodotti agricoli. Si presenta come una struttura rurale fortificata, il cui aspetto è stato prevalentemente conferito dai lavori di restauro avvenuti durante il XVII secolo e il XXI secolo.
Il complesso si sviluppa su tre corpi di fabbrica disposti su altrettanti lati attorno ad un cortile interno a pianta quadrangolare, a cui si accede attraverso una caratteristica porta ad arco che si apre lungo la cortina muraria che chiude il lato privo di corpi di fabbrica.
In origine, ad ogni angolo era presente una torre, che in passato svolgeva funzioni di avvistamento. Delle quattro torri, due si sono ben conservate, mentre le altre due hanno subito alterazioni: della torre sud-orientale, che crollò nel corso del XIX secolo a causa di uno smottamento del terreno, si conservano soltanto le tracce.
La cappella di Santa Marta costituisce la cappella gentilizia ed è situata all'interno del castello; la sua costruzione avvenne nel XVII secolo, andando a sostituire la più antica e scomparsa pieve di Sant'Ippolito a Martura.